# Медитеранске игре 1959.
Треће Медитеранске игре 1959. одржане су први пут у Азији у Бејруту. После Медитеранских игара одржаних у Африци 1951. у Александрији и Европи 1955. у Барселони овим играма је затворен кругу од три континента који окружују Медитеран.
Игре су се трајале 12 дана, од 11. до 23. октобра. И овог пута такмичили су се само мушки спортисти. Учествовало је 792 спортиста из 11 земаља. Забележено је прво учешће Марока и Туниса, који су умеђувремену стекли независност, као повратак Југославије, која је пропустила Игре у Барселони. С друге стране, Сирија, која је ујединила са Египтом у оквиру Уједињене Арапске Републике, није имала конкретно учешће.
Такмичило се у 16 разних спортова. На крају такмичења, Француска је поново била најбоља, Уједињена Арапска Република (УАР), која је први 
пут учествовала, заузела је друго, а Турска треће место. Само Малта није освојила ниједну медаљу.

## Земље учеснице
1. Грчка (69)
2. Италија (55)
3. Југославија (42)
4. Либан (180) (домаћин)
5. Малта (2)
6. Мароко (14)
7. Тунис (28)
8. Турска (91)
9. Уједињена Арапска Република (162)
10. Француска (66)
11. Шпанија (83)

## Спортови
| - Атлетика - Бициклизам - Бокс - Ватерполо - Гимнастика - Дизање тегова - Једрење - Кошарка | - Коњички спорт - Мачевање - Одбојка - Пливање - Рвање - Скокови у воду - Стрељаштво - Фудбал |

## Биланс медаља
| Место | Држава                      |     |     |     | Укупно |
| 1.    | Француска                   | 26  | 27  | 16  | 69     |
| 2.    | Уједињена Арапска Република | 23  | 21  | 30  | 74     |
| 3.    | Турска                      | 13  | 8   | 1   | 22     |
| 4.    | Италија                     | 12  | 5   | 4   | 21     |
| 5.    | Југославија                 | 11  | 9   | 8   | 28     |
| 6.    | Грчка                       | 8   | 9   | 13  | 30     |
| 7.    | Шпанија                     | 5   | 12  | 12  | 29     |
| 8.    | Либан                       | 3   | 10  | 17  | 30     |
| 9.    | Тунис                       | 3   | 2   | 1   | 6      |
| 10.   | Мароко                      | 2   | 3   | 2   | 7      |
|       | Укупно                      | 106 | 106 | 104 | 316    |